# 정나현
정나현(1993년 ~)은 대한민국의 가수다. 2016년 마녀의 성 OST Part.23 《어제처럼》으로 데뷔했다.

## 방송
- 보이스 코리아 (시즌 1) (2012) - Top8(8위)

## 공연
- 어쩌면 당신은 관심없는 이야기 (2016)

## 기타
- Chrispy - In Your Eyes (2020) 작사, 피처링